# Превалски чукар
Превалски чукар е връх в Пирин планина. Висок е 2605 м и е разположен на главното планинско било в северния дял на Пирин между върховете Валявишки чукар и Малък Типиц. Върхът е гол, обрасъл с трева и храсталак от хвойна.
От Превалски чукар на запад се отделя къс, обрасъл с клек рид, който определя границата между циркусите Башлийски и Чаира. Източните склонове на върха са изключително стръмни, голи, набраздени с няколко лавинни улея и се спускат на повече от 400 метра до долината на река Валявица. Те носят името Голямата страна заради импозантния си вид, гледани откъм река Валявица.
На север Превалски чукар се свръзва със съседния Малък Типиц през дълга седловина. Южните му склонове слизат сравнително стръмно към една от най-ниските седловини по главното било в Пирин – Превала (Чаирския превал).

## Име
В специализираната литература името на Превалски чукар често е приписвано на някоя от двете коти западно и източно от Мозговишката порта. Съответно под името Голямата страна е наричан неправилно самия връх Превалски чукар. Въпреки известната неяснота в топонимията повечето автори приемат за Превалски чукар котата северно от седловината Превала, която се описва в настоящата статия.